# Calvy (Automarke)
Calvy war eine britische Automarke.

## Markengeschichte
Richard Calvy vertrieb Fahrzeuge und Bausätze von NG Cars. 1983 gründete er das Unternehmen Calvy Motor Car Company in Southend-on-Sea in der Grafschaft Essex. Er begann mit der Produktion von Automobilen und Kits. Der Markenname lautete Calvy. 1986 endete die Produktion zunächst. Calvy Car Company aus Warley in Staffordshire setzte die Produktion von 1990 bis 1992 fort.  Eine andere Quelle gibt an, dass Calvy Car Company unter Leitung von Richard Calvy von 1983 bis zu einem Feuer im Jahre 1984 und danach Calvy Motor Company unter Leitung von Michael und Liam McGivern von 1984 bis 1992 die Hersteller waren.
Calvy Motors aus Kidderminster in Worcestershire unter Leitung von John Jones war zwischen 1992 und 1995 der letzte Hersteller. Insgesamt entstanden etwa 53 Exemplare.

## Fahrzeuge
Das einzige Modell war der Mitchel. Dies war ein zweisitziger Roadster. Er ähnelte technisch und optisch dem NG TC. Erst nach einer Beschwerde von NG Cars bildete ein Leiterrahmen die Basis der Fahrzeuge. Ein Vierzylindermotor vom MG B trieb die Fahrzeuge an. Alternativ war auch ein V8-Motor von Rover möglich. Ab 1992 war auch eine verlängerte Version mit 2 + 2 Sitzen und der hinteren Radaufhängung vom Fiat 131 erhältlich.